# 24-Stunden-Rennen von Le Mans 1953

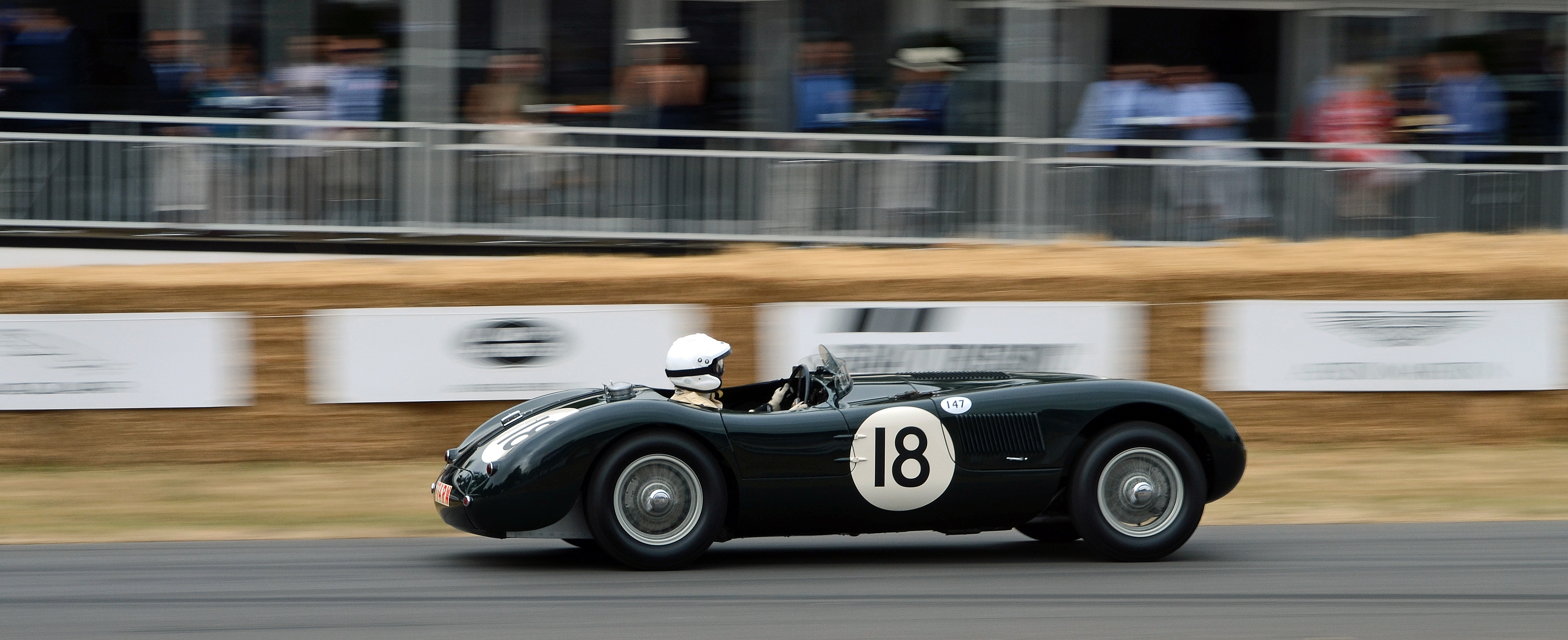
Der siegreiche Jaguar C-Type, hier beim Goodwood Festival of Speed 2018. Der C-Type von Tony Rolt und Duncan Hamilton war der erste Rennwagen mit Scheibenbremsen, der in Le Mans die Gesamtwertung gewinnen konnte

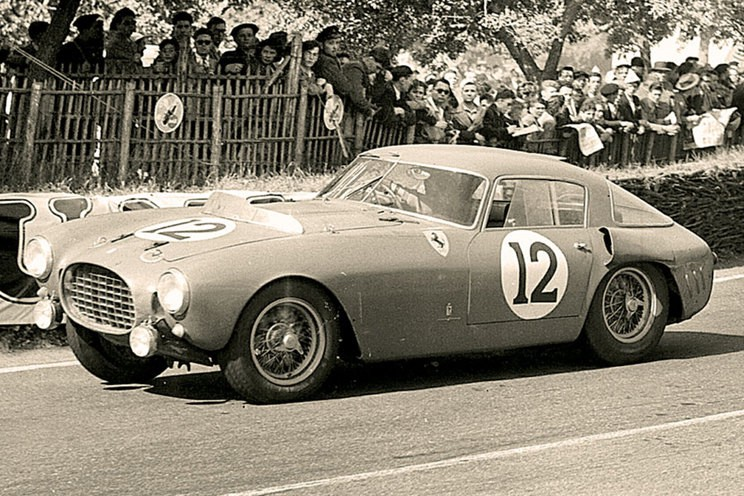
Der Ferrari 340MM Berlinetta von Alberto Ascari und Luigi Villoresi. Ausfall nach 229 Runden wegen Kupplungsschadens

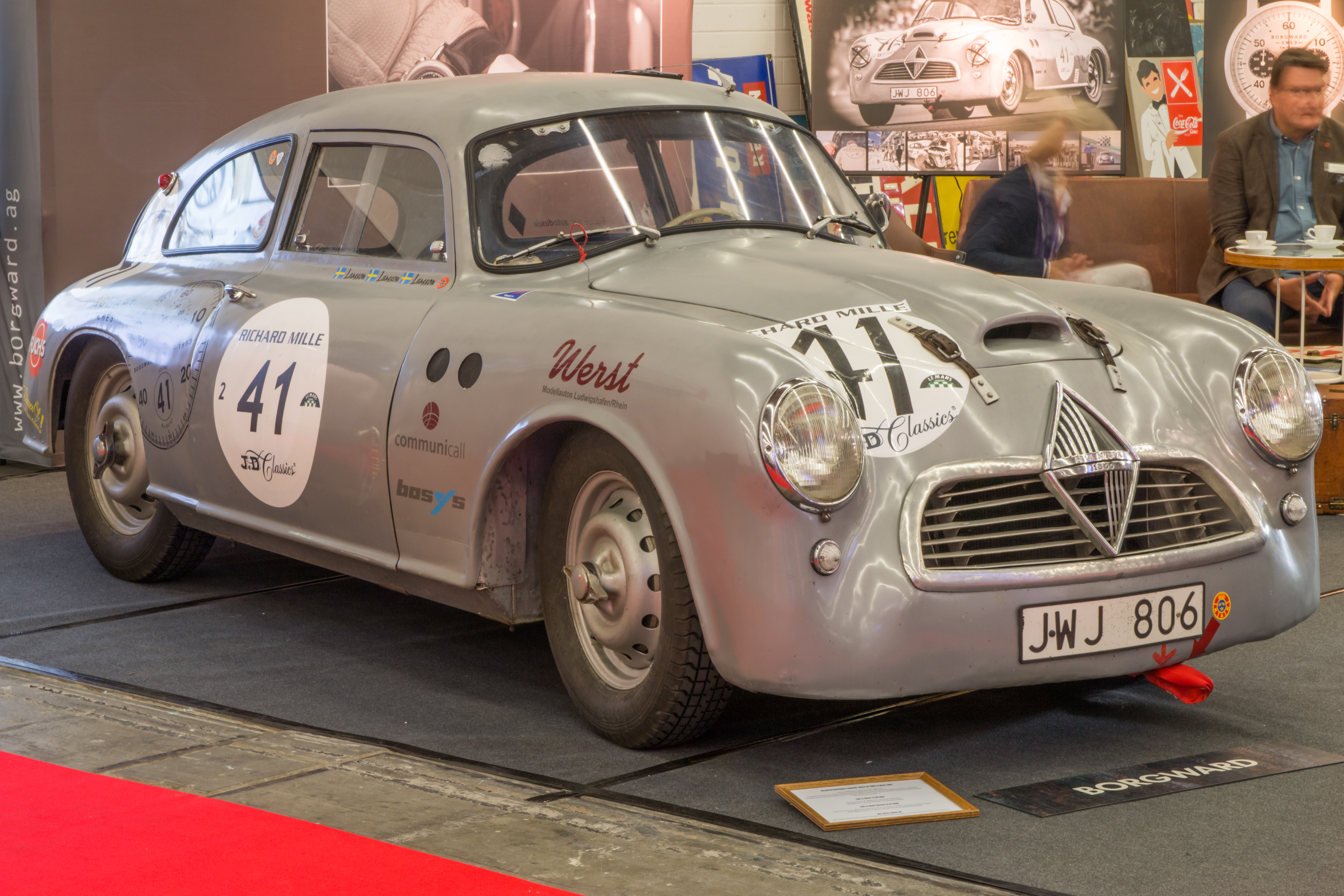
Borgward Hansa 1500 Sport von Jacques Poch und Edmond Mouche im Originalzustand

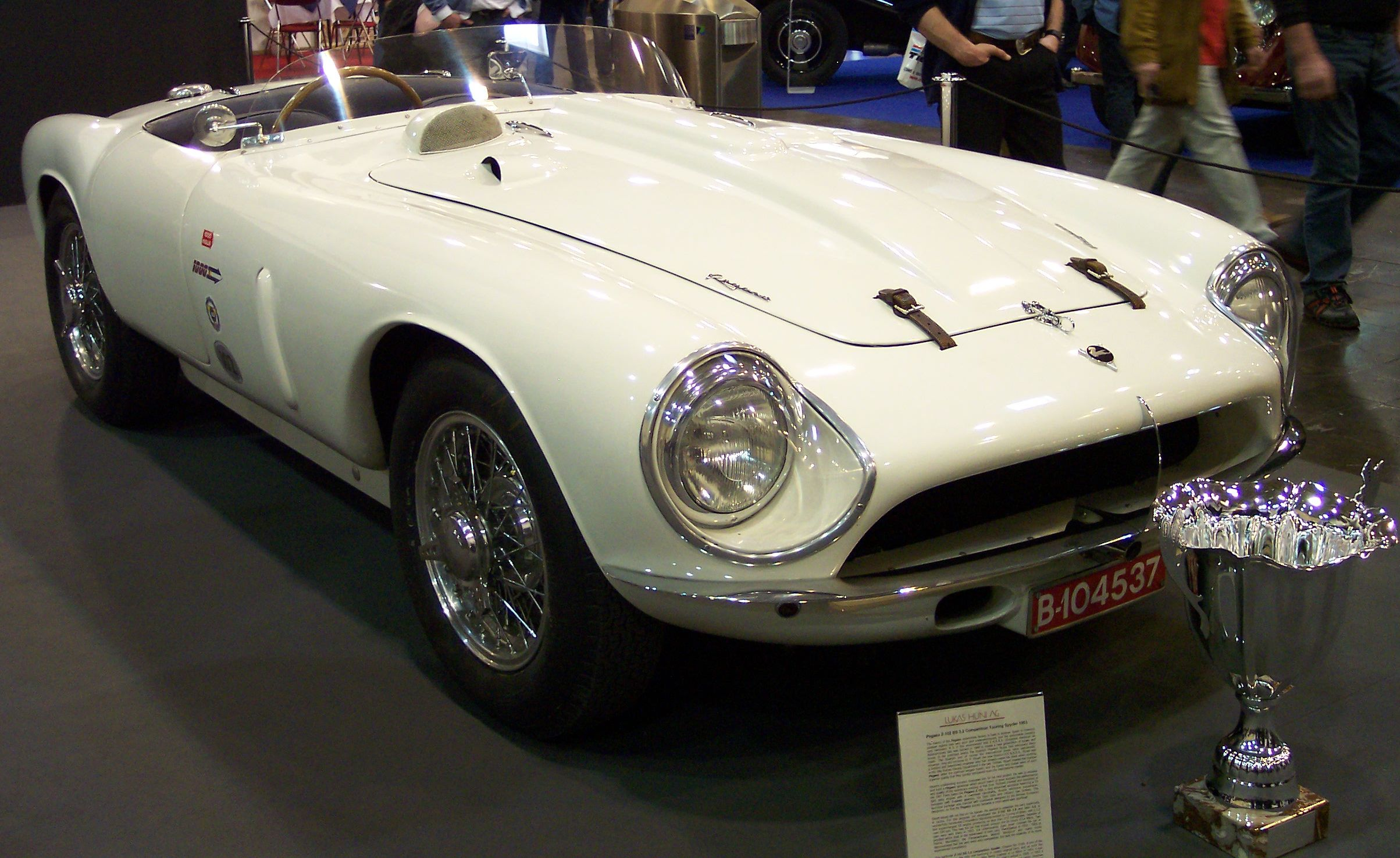
Der Pegaso Z102 Barchetta Touring Le Mans, mit dem Juan Jover im Training verunfallte. Der Wagen wurde repariert und später in die USA verkauft

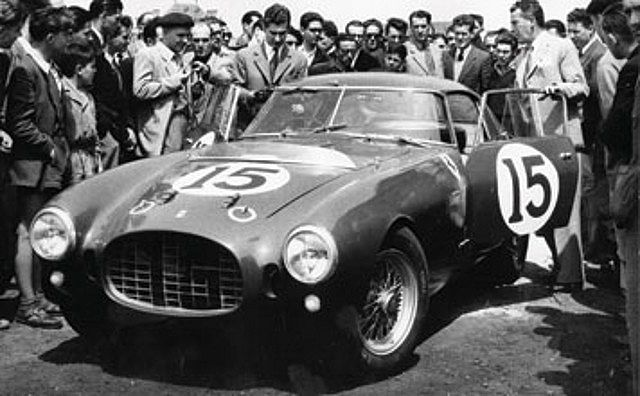
Der fünftplatzierte Ferrari 340MM Berlinetta, gefahren von Paolo und Gianni Marzotto

Das 21. 24-Stunden-Rennen von Le Mans, der 21e Grand Prix d’Endurance les 24 Heures du Mans, auch 24 Heures du Mans, Circuit de la Sarthe, Le Mans, fand vom 13. bis 14. Juni 1953 auf dem Circuit des 24 Heures statt.

## Das Rennen

### Änderungen am Reglement
Als Folge der Solofahrt von Pierre Levegh aus dem Vorjahr änderte bzw. präzisierte der Automobile Club de l’Ouest das Reglement. Kein Fahrer durfte länger als 80 Runden in Folge am Steuer sitzen und insgesamt nicht mehr als 18 Stunden fahren. Nachdem 1953 auch die erste Sportwagen-Weltmeisterschaft ausgetragen wurde, musste das technische Regelwerk angepasst werden. Fahrzeuge mit Kompressor-Motoren waren weiterhin erlaubt, allerdings wurde ihr Koeffizient im Index of Performance mit zwei multipliziert, was es diesen Rennwagen unmöglich machte, diesen Bewerb zu gewinnen.
Erstmals wurden in Le Mans auch Geschwindigkeitsmessungen durchgeführt. Der Cunningham C5-R von John Fitch und Phil Walters war dabei auf der Hunaudières-Geraden mit 249 km/h Spitzengeschwindigkeit der schnellste Sportwagen.

### Die Rennteams
Ausgelöst durch die erste Sportwagen-Weltmeisterschaft kam eine Fülle an Werksteams nach Le Mans. Von den 60 Startern waren nicht weniger als 50 Werkswagen. Favoriten waren die Werks-Jaguar C-Type mit ihren revolutionären Scheibenbremsen und die Werks-Ferrari. Die C-Types hatten neben den Scheibenbremsen auch einen neuen Motor erhalten. Das 3,4-Liter-Aggregat leistete jetzt 220 PS. Das Spitzenfahrzeug der Scuderia war der 4,5-Liter-340MM von Alberto Ascari und Luigi Villoresi. Ascari übertraf mit dem 340MM im Rennen mit einer Runde von 4.27.00 die 180-km/h-Hürde für den Schnitt über eine Runde.
Zum ersten Mal seit 1949 war auch die Werksmannschaft von Alfa Romeo am Start. Vier Fahrzeuge wurden gemeldet, drei für den Start zugelassen. Die 3,5-Liter-6C 3000 CM wurden von Juan Manuel Fangio, Onofre Marimón, Consalvo Sanesi, Piero Carini und dem deutschen Vorjahressieger Fritz Riess und dessen Landsmann Karl Kling gefahren.
Gordini brachte neue Prototypen an die Sarthe und die Talbots erhielten neue Karosserien. Briggs Cunningham kam aus Übersee ebenfalls mit neuen Prototypen nach Frankreich. Der C5-R hatte einen 310 PS starken Chrysler-Motor.
Auch Lancia kam mit Werkswagen nach Le Mans. Die schnellen D20-Coupés hatten 2,7-Liter-Kompressor-Motoren. Panhard hatte den französischen Flugzeug-Designer Riffard verpflichtet, der den 0,7-Liter-Rennwagen aerodynamische Karosserien verpasste. Auch Aston Martin und Renault beteiligte sich mit Werkswagen.
Aus Deutschland kam wieder Porsche nach Le Mans. Zum Einsatz kamen drei Werkswagen, zwei 550 Coupé und ein 356. Nicht am Start war das Werksteam von Mercedes-Benz. Das Team aus Stuttgart hatte 1952 nach dem Ausfall von Pierre Levegh einen Doppelsieg gefeiert, der in Frankreich wenig populär war. Dennoch war ein zweites deutsches Team am Start: Borgward gab mit dem Hansa 1500 Rennsport sein Le-Mans-Debüt. Wie Porsche 1951 vertraute die Rennleitung von Borgward eines der beiden Fahrzeuge einer französischen Fahrerpaarung an. Im Gegensatz dazu hatte Mercedes im Vorjahr ausnahmslos deutsche Fahrer engagiert.
Beide spanischen Pegasos verunfallten im Training und konnten nicht am Rennen teilnehmen. Eines der beiden Coupés teilten sich der Spanier Juan Jover und der spätere Präsident der FIA, Paul Alfons von Metternich-Winneburg.

### Der Rennverlauf
Nach dem Start ging überraschend der Werks-Allard J2R mit Philip Fotheringham-Parker am Steuer in Führung. Diese währte allerdings nur vier Runden, dann hatte der Wagen einen Bremsdefekt, und der Brite musste aufgeben. Es folgte ein heftiger Schlagabtausch zwischen Stirling Moss im Jaguar und dem Ferrari-Werkspiloten Luigi Villoresi, der bis zum unvorhergesehenen Boxenstopp von Moss wegen eines verschmutzten Benzinfilters andauerte.
Auch nach dem Rückfall von Moss blieben die Jaguar die härtesten Gegner der Werks-Ferrari. Der Ausfall des schnellen Villoresi/Ascari-340MM-Berlinetta wegen Kupplungsschaden nach 229 gefahrenen Runden entschied das Rennen zugunsten von Rolt und Hamilton. Die Scuderia musste aber weit Schlimmeres hinnehmen: In der Nacht war Tom Cole im gefährlichen Streckenabschnitt Maison Blanche tödlich verunglückt.
Alle Aston Martin, Lancia und Bristol fielen aus. Tommy Wisdom erlitt bei einem Unfall in seinem Bristol schwere Verbrennungen an Händen und Beinen. Eine der originellsten Erklärungen für einen Ausfall durch Unfall lieferte Reg Parnell, der sich einen Werks-Aston Martin DB3S mit Peter Collins teilte. Er habe an seine Hausschweine gedacht und dabei sowohl die Konzentration wie auch die Herrschaft über seinen Wagen verloren.

## Ergebnisse

### Piloten nach Nationen
| 48 Franzosen  | 27 Briten | 14 US-Amerikaner | 14 Italiener   | 8 Deutsche |
| 4 Argentinier | 3 Belgier | 1 Monegasse      | 1 Niederländer |            |

### Schlussklassement
| Pos.            | Klasse | Nr. | Team                            | Fahrer                                                        | Chassis                           | Motor                            | Reifen | Runden |
| --------------- | ------ | --- | ------------------------------- | ------------------------------------------------------------- | --------------------------------- | -------------------------------- | ------ | ------ |
| 1               | S 5.0  | 18  | Jaguar Cars Ltd.                | Tony Rolt Duncan Hamilton                                     | Jaguar C-Type                     | Jaguar 3.4L I6                   | D      | 304    |
| 2               | S 5.0  | 17  | Jaguar Cars Ltd.                | Stirling Moss Peter Walker                                    | Jaguar C-Type                     | Jaguar 3.4L I6                   | D      | 300    |
| 3               | S 8.0  | 2   | Briggs Cunningham               | Phil Walters John Fitch                                       | Cunningham C5-R                   | Chrysler 5.5L V8                 | F      | 299    |
| 4               | S 5.0  | 19  | Jaguar Cars Ltd.                | Peter Whitehead Ian Stewart                                   | Jaguar C-Type                     | Jaguar 3.4L I6                   | D      | 297    |
| 5               | S 5.0  | 15  | Scuderia Ferrari                | Paolo Marzotto Gianni Marzotto                                | Ferrari 340MM Berlinetta          | Ferrari 4.1L V12                 | P      | 294    |
| 6               | S 3.0  | 35  | Automobiles Gordini             | Maurice Trintignant Harry Schell                              | Gordini T16S                      | Gordini 2.5L I6                  | E      | 293    |
| 7               | S 8.0  | 1   | Briggs Cunningham               | Briggs Cunningham Bill Spear                                  | Cunningham C4-R                   | Chrysler 5.5L V8                 | F      | 290    |
| 8               | S 5.0  | 7   | Automobiles Talbot-Darracq S.A. | Pierre Levegh Charles Pozzi                                   | Talbot-Lago T26GS                 | Talbot-Lago 4.5L I6              | D      | 276    |
| 9               | S 5.0  | 20  | Ecurie Francorchamps            | Roger Laurent Charles de Tornaco                              | Jaguar C-Type                     | Jaguar 3.4L I6                   |        | 275    |
| 10              | S 8.0  | 3   | Briggs Cunningham               | Charles Moran John Gordon Bennett                             | Cunningham C4-RK                  | Chrysler 5.5L V8                 | F      | 269    |
| 11              | S 5.0  | 11  | Nash-Healey Inc.                | Leslie Johnson Bert Hadley                                    | Nash-Healey Sport                 | Nash 4.1L I6                     | D      | 265    |
| 12              | S 3.0  | 34  | Donald Healey Motor Company     | Johnny Lockett Maurice Gatsonides                             | Austin-Healey 100                 | BMC 2.7L I4                      | D      | 257    |
| 13              | S 2.0  | 39  | Automobiles Frazer Nash Ltd.    | Ken Wharton Laurence Mitchell                                 | Frazer Nash Le Mans Touring Coupe | Bristol 2.0L I6                  | D      | 253    |
| 14              | S 3.0  | 33  | Donald Healey Motor Company     | Marcel Becquart Gordon Wilkins                                | Austin-Healey 100                 | BMC 2.7L I4                      | D      | 252    |
| 15              | S 1.5  | 45  | Porsche KG                      | Richard von Frankenberg Paul Frère                            | Porsche 550 Coupe                 | Porsche 1.5L Flat-4              | D      | 247    |
| 16              | S 1.5  | 44  | Porsche KG                      | Helm Glöckler Hans Herrmann                                   | Porsche 550 Coupe                 | Porsche 1.5L Flat-4              | D      | 247    |
| 17              | S 750  | 57  | Automobiles Deutsch et Bonnet   | René Bonnet André Moynet                                      | DB HBR                            | Panhard 0.7L Flat-2              | D      | 237    |
| 18              | S 1.1  | 48  | Automobili O.S.C.A.             | Mario Damonte Pierre Louis-Dreyfus                            | Osca MT-4 1100 Coupe              | O.S.C.A. 1.1L I4                 | P      | 232    |
| 19              | S 750  | 58  | Automobiles Deutsch et Bonnet   | Marc Gignoux Marc Azéma                                       | DB HBR                            | Panhard 0.7L Flat-2              | D      | 231    |
| 20              | S 1.1  | 50  | Automobiles Panhard et Levassor | Charles Plantivaux Guy Lapchin                                | Panhard X89                       | Panhard 0.9L Flat-2              | D      | 227    |
| 21              | S 750  | 61  | Automobiles Panhard et Levassor | Pierre Chancel Robert Chancel                                 | Panhard X88                       | Panhard 0.6L Flat-2              | D      | 223    |
| 22              | S 1.1  | 51  | Automobiles Panhard et Levassor | Raymond Stempert Georges Schwartz                             | Panhard X87                       | Panhard 0.9L Flat-2              | D      | 218    |
| 23              | S 750  | 53  | R.N.U. Renault                  | Jean-Louis Rosier Robert Schollemann                          | Renault 4CV                       | Renault 0.7L I4                  | D      | 218    |
| Nicht klassiert |        |     |                                 |                                                               |                                   |                                  |        |        |
| 24              | S 750  | 60  | Automobiles Panhard et Levassor | Jean Hémard Jean de Montrémy                                  | Panhard X85                       | Panhard 0.6L Flat-2              | D      | 212    |
| 25              | S 3.0  | 66  | Alexis Constantin               | Alexandre Constantin Michel Aunaud                            | Constantin                        | Peugeot 1.3L Supercharged I4     | D      | 200    |
| 26              | S 750  | 56  | Just-Émile Vernet               | Just-Émile Vernet Jean Pairard                                | VP 166R                           | Renault 0.7L I4                  | D      | 183    |
| Ausgefallen     |        |     |                                 |                                                               |                                   |                                  |        |        |
| 27              | S 5.0  | 12  | Scuderia Ferrari                | Alberto Ascari Luigi Villoresi                                | Ferrari 340MM Berlinetta          | Ferrari 4.5L V12                 | P      | 229    |
| 28              | S 1.5  | 41  | Borgward GmbH                   | Jacques Poch Edmond Mouche                                    | Borgward Hansa 1500 Rennsport     | Borgward 1.5L I4                 | C      | 228    |
| 29              | S 8.0  | 63  | Scuderia Lancia                 | Clemente Biondetti José Froilán González                      | Lancia D20 Compressor             | Lancia 2.7L Supercharged V6      | P      | 213    |
| 30              | S 3.0  | 27  | Aston Martin Ltd.               | Eric Thompson Dennis Poore                                    | Aston Martin DB3S                 | Aston Martin 2.9L I6             | A      | 182    |
| 31              | S 5.0  | 16  | Luigi Chinetti                  | Luigi Chinetti Tom Cole                                       | Ferrari 340MM Vignale S           | Ferrari 4.1L V12                 | P      | 175    |
| 32              | S 8.0  | 31  | Scuderia Lancia                 | Robert Manzon Louis Chiron                                    | Lancia D20 Compressor             | Lancia 2.7L Supercharged V6      | P      | 174    |
| 33              | S 1.1  | 49  | Porsche KG                      | Auguste Veuillet Petermax Müller                              | Porsche 356                       | Porsche 1.1L Flat-4              | D      | 147    |
| 34              | S 2.0  | 40  | Automobiles Frazer Nash Ltd.    | Bob Gerard David Clarke                                       | Frazer Nash Le Mans Mk.II Coupe   | Bristol 2.0L I6                  | D      | 135    |
| 35              | S 5.0  | 23  | SpA Alfa Romeo                  | Karl Kling Fritz Riess                                        | Alfa Romeo 6C 3000 CM             | Alfa Romeo 3.5L I6               |        | 133    |
| 36              | S 5.0  | 21  | SpA Alfa Romeo                  | Consalvo Sanesi Piero Carini                                  | Alfa Romeo 6C 3000 CM             | Alfa Romeo 3.5L I6               |        | 125    |
| 37              | S 5.0  | 9   | Automobiles Talbot-Darracq S.A. | Guy Mairesse Georges Grignard                                 | Talbot-Lago T26 GS                | Talbot-Lago 4.5L I6              | D      | 120    |
| 38              | S 8.0  | 30  | Scuderia Lancia                 | Piero Taruffi Umberto Maglioli                                | Lancia D.20 Compressor            | Lancia 2.7L Supercharged V6      | P      | 117    |
| 39              | S 1.1  | 46  | Gonzague Olivier                | Gonzague Olivier Eugène Martin                                | Porsche 356                       | Porsche 1.1L Flat-4              | E      | 115    |
| 40              | S 750  | 55  | Jacques Lecat                   | Jacques Lecat Henri Senfftleben                               | Renault 4CV                       | Renault 0.7L I4                  | D      | 84     |
| 41              | S 3.0  | 36  | Automobiles Gordini             | Roberto Mieres Jean Behra                                     | Gordini T15S                      | Gordini 2.3L I6                  | E      | 84     |
| 42              | S 1.5  | 47  | Rees T. Makins                  | Fred Wacker Phil Hill                                         | Osca MT4 1300                     | O.S.C.A. 1.3L I4                 |        | 80     |
| 43              | S 3.0  | 26  | Aston Martin Ltd.               | George Abecassis Roy Salvadori                                | Aston Martin DB3S                 | Aston Martin 2.9L I6             | A      | 74     |
| 44              | S 2.0  | 38  | Bristol Aeroplane Company       | Tommy Wisdom Jack Fairman                                     | Bristol 450 Coupé                 | Bristol 2.0L I6                  |        | 70     |
| 45              | S 8.0  | 32  | Scuderia Lancia                 | Felice Bonetto Luigi Valenzano                                | Lancia D.20 Compressor            | Lancia 2.7L Supercharged V6      | P      | 66     |
| 46              | S 8.0  | 5   | Allard Motor Company            | Zora Arkus-Duntov Ray Merrick                                 | Allard J2R                        | Cadillac 5.4L V8                 |        | 65     |
| 47              | S 1.5  | 67  | Capt. Marceau Crespin           | André Guelfi Roger Loyer                                      | Gordini T15S                      | Gordini 1.5L I4                  |        | 40     |
| 48              | S 5.0  | 8   | Automobiles Talbot-Darracq S.A. | Élie Bayol Louis Rosier                                       | Talbot-Lago T26 GS                | Talbot-Lago 4.5L I6              | D      | 37     |
| 49              | S 750  | 54  | R.N.U. Renault                  | Louis Pons Jean Rédélé                                        | Renault 4CV                       | Renault 0.7L I4                  |        | 35     |
| 50              | S 2.0  | 37  | Bristol Aeroplane Company       | Lance Macklin Graham Whitehead                                | Bristol 450 Coupe                 | Bristol 2.0L I6                  |        | 29     |
| 51              | S 1.5  | 42  | Borgward GmbH                   | Hans-Hugo Hartmann Adolf Brudes                               | Borgward Hansa 1500 Rennsport     | Borgward 1.5L I4                 | C      | 29     |
| 52              | S +8.0 | 6   | André Chambas                   | Charles de Cortanze André Chambas                             | Talbot-Lago T26 GS Compressor     | Talbot-Lago 4.5L Supercharged I6 |        | 24     |
| 53              | S 5.0  | 22  | SpA Alfa Romeo                  | Juan Manuel Fangio Onofre Marimón                             | Alfa Romeo 6C 3000 CM             | Alfa Romeo 3.5L I6               |        | 22     |
| 54              | S 2.5  | 25  | Aston Martin Ltd.               | Reginald Parnell Peter Collins                                | Aston Martin DB3S                 | Aston Martin 2.9L I6             | A      | 16     |
| 55              | S 750  | 52  | R.N.U. Renault                  | Yves Lesur André Briat                                        | Renault 4CV Tank                  | Renault 0.7L I4                  |        | 14     |
| 56              | S 5.0  | 14  | Scuderia Ferrari                | Giuseppe Farina Mike Hawthorn                                 | Ferrari 340MM Coupe               | Ferrari 4.1L V12                 | P      | 12     |
| 57              | S 5.0  | 10  | Nash-Healey Inc.                | Pierre Veyron Yves Giraud-Cabantous                           | Nash-Healey Sports                | Nash 4.1L I6                     | D      | 9      |
| 58              | S 750  | 59  | Ets. Monopole                   | Eugène Dussous Pierre Flahault                                | Monopole X84                      | Panhard 0.6L Flat-2              |        | 9      |
| 59              | S 2.0  | 62  | Ets. Fiat Degrada               | Giovanni Lurani Norbert-Jean Mahé                             | Fiat 8V                           | Fiat 2.0L V8                     |        | 8      |
| 60              | S 8.0  | 4   | Allard Motor Company            | Sydney Allard Philip Fotheringham-Parker                      | Allard J2R                        | Cadillac 5.4L V8                 |        | 4      |
| Nicht gestartet |        |     |                                 |                                                               |                                   |                                  |        |        |
| 61              | S 1.5  | 43  | Borgward GmbH                   | Adolf Brudes Karl-Heinz Schäufele Max Nathan                  | Borgward Hansa 1500 Rennsport     | Borgward 1.5L I4                 | C      | 1      |
| 62              | S 3.0  | 28  | Nacional de Autocamiones SA     | Juan Jover Paul Metternich                                    | Pegaso Z102                       |                                  |        | 2      |
| 63              | S 3.0  | 29  | Nacional de Autocamiones SA     | Jaoquin Palacio Pover Pablo Julio Reh Cardona Celso Fernandez | Pegaso Z102                       |                                  |        | 3      |
| 64              | S 5.0  | 18T | Jaguar Cars Ltd.                | Norman Dewis Stirling Moss                                    | Jaguar C-Type                     | Jaguar 3.4L I6                   | D      | 4      |
| 65              | S 3.0  | 33  | Donald Healey Motor Company     | Gordon Wilkins Marcel Bequart Ken Rudd                        | Austin-Healey 100                 | BMC 2.7L I4                      | D      | 5      |
| Reserve         |        |     |                                 |                                                               |                                   |                                  |        |        |
| 66              | S 3.0  | 24  | Automobiles Gordini             | Jean Behra Jean Lucas                                         | Gordini T24S                      | Gordini 2.3L I6                  | E      | 6      |
| 67              | S 3.0  | 69  | Peter C. T. Clark               | Peter Clark Thomas M. Meyer                                   | Aston Martin DB2                  | Aston Martin 2.6L I6             |        | 7      |
| 68              | S 750  | 72  | Jean Hébert                     | Jean Hébert James Scott Arthur Jones                          | Renault 4CV 1063                  | Renault 0.7L I4                  |        | 8      |
| 69              | S 750  | 74  | Jacques Faucher                 | Jacques Faucher Pierre Laine                                  | Renault 4CV 1063                  | Renault 0.7L I4                  |        | 9      |
| 70              | S 5.0  | 65  | René Marchand                   | René Marchand Johnny Simone Aramad Roboly                     | Jaguar C-Type                     | Jaguar 3.4L I6                   |        | 10     |
| 71              | S 5.0  | 68  | SpA Alfa Romeo                  | Antonio Stagnoli Pietro Palmieri                              | Alfa Romeo 6C 3000 CM             | Alfa Romeo 3.5L I6               |        | 11     |
| 72              | S 1.1  | 70  | Automobili O.S.C.A              | Phil Stiles Bob Said                                          | Osca MT-4                         | O.S.C.A. 1.1L I4                 |        | 12     |
| zurückgezogen   |        |     |                                 |                                                               |                                   |                                  |        |        |
| 73              | S 5.0  | 64  | Automobiles Talbot-Darraq SA    | Jean Blanc                                                    | Talbot-Lago T26GS                 | Talbot-Lago 4.5L I6              | D      | 13     |

1 Unfall im Training
2 Unfall im Training
3 Unfall im Training
4 Ersatzwagen
5 nicht gestartet
6 Reserve
7 Reserve
8 Reserve
9 Reserve
10 Reserve
11 Reserve
12 Reserve
13 zurückgezogen

### Nur in der Meldeliste
Hier finden sich Teams, Fahrer und Fahrzeuge die ursprünglich für das Rennen gemeldet waren, aber aus den unterschiedlichsten Gründen daran nicht teilnahmen.
| Pos. | Klasse | Nr. | Team                                | Fahrer                                             | Chassis                               | Motor                | Reifen |
| ---- | ------ | --- | ----------------------------------- | -------------------------------------------------- | ------------------------------------- | -------------------- | ------ |
| 74   | S 5.0  | 15  | William Spear                       | Bill Spear                                         | Ferrari 340 Mexico                    | Ferrari 4.1L V12     |        |
| 75   | S 5.0  | 16  | Pierre Louis-Dreyfus                | Pierre Louis-Dreyfus                               | Ferrari 340 America                   | Ferrari 4.1L V12     |        |
| 76   | S 5.0  | 23  | Frank LeGallais                     | Frank LeGallais Otway Plunkett                     | Jaguar C-Type                         | Jaguar 3.4L I6       |        |
| 77   | S 3.0  | 25  | Edgar Wadsworth                     | Edgar Wadsworth                                    | Aston Martin DB3                      | Aston Martin 2.9L I6 |        |
| 78   | S 3.0  | 32  | Franco Cornacchia                   | Franco Cornacchia Dorino Serafini                  | Ferrari 250MM Berlinetta Pinin Farina | Ferrari 2.9L V12     |        |
| 79   | S 3.0  | 33  | McAfee                              | Ernie McAfee Jack McAfee                           | Ferrari 250MM                         | Ferrari 2.9L V12     |        |
| 80   | S 3.0  | 45  | Donald Healey Motor Company         |                                                    | Austin-Healey 100                     | BMC 2.7L I4          |        |
| 81   | S 3.0  | 48  | Empresa Nacional de Autocamiones SA | Jaoquin Pover Pablo Cardona                        | Pegaso Z102 Barchetta Touring Le Mans |                      |        |
| 82   |        | 50  | André Clermont                      | André Clermont Julian Clermont                     | Siata                                 |                      |        |
| 83   | S 2.0  | 51  | Porfirio Rubirosa                   | Porfirio Rubirosa Pierre Leygonie                  | Ferrari 166MM                         | Ferrari 2.0L V12     |        |
| 84   | S 2.0  | 53  | Bristol Aeroplane Company           | Tommy Wisdom                                       | Bristol 450                           | Bristol 2.0L I6      |        |
| 85   | S 2.0  | 57  | Automobiles Frazer Nash Ltd.        | Bob Gerard David Clark                             | Frazer Nash Le Mans Mk.II Coupe       | Bristol 2.0L I6      |        |
| 86   | S 2.0  | 58  | Raymond Chalut-Natal                | Raxmond Chalut-Natal Roland Mercier                | BMW 328                               | BMW 2.0L I6          |        |
| 87   | S 2.0  | 59  | Rodney Peacock                      | Rodney Peacock Gerry Ruddock                       | Frazer-Nash Targa Florio              |                      |        |
| 88   | S 1.5  | 63  | Singer Ltd.                         | Jacques Savoye Marcel Renault                      | Singer SM 1500                        |                      |        |
| 89   |        | 64  | Jean Blanc                          | Jean Blanc Georges Grignard                        | Talbot Sport LM                       |                      |        |
| 90   |        | 66  | Automobiles Gordini                 |                                                    | Gordini T15S                          |                      |        |
| 91   | S 1.1  | 67  | Jean de Giroude                     | Jean de Giroude                                    | Gordini TTM                           |                      |        |
| 92   | S 3.0  | 69  | Nigel Mann                          | Nigel Mann Mortimer Morris-Goodall                 | Aston Martin DB2                      | Aston Martin 2.6L I6 |        |
| 93   | S 8.0  | 71  | Allard Motor Company                |                                                    | Allard J2R                            |                      |        |
| 94   | S 1.5  | 72  | Cyril Kieft                         | Alfred Hitchings Arthur Jones                      | Kieft                                 |                      |        |
| 95   | S 750  | 73  | Automobiles Deutsch & Bonnet        | Georges Trouis Élie Bayol                          | DB HBR                                | Panhard 0.7L Flat-2  |        |
| 96   | S 1.1  | 74  | Automobili O.S.C.A.                 | Jacques Péron Paul van de Kaart                    | Osca MT4                              | O.S.C.A. 1.1L I4     |        |
| 97   | S 750  | 75  | Paul Garcynski                      | Yves Dommee Serge Dzouilleau René Breuil           | Dyna Panhard                          |                      |        |
| 98   | S 1.1  | 77  | Porsche KG                          | Heinz Brendel Constantin von Berkheim              | Porsche 356                           | Porsche 1.1L Flat-4  |        |
| 99   | S 750  | 83  | Max Deblon                          | Max Deblon                                         | Renault 4CV 1063                      | Renault 0.7L I4      |        |
| 100  | S 750  | 88  | RNU Renault                         |                                                    | Renault 4CV 1063                      | Renault 0.7L I4      |        |
| 101  | S 750  | 89  | RNU Renault                         |                                                    | Renault 4CV 1063                      | Renault 0.7L I4      |        |
| 102  | S 750  | 90  | RNU Renault                         |                                                    | Renault 4CV 1063                      | Renault 0.7L I4      |        |
| 103  | S 750  | 91  | RNU Renault                         |                                                    | Renault 4CV 1063                      | Renault 0.7L I4      |        |
| 104  | S 750  | 97  | Stanguellini                        |                                                    | Stanguellini Bialbero                 |                      |        |
| 105  | S 750  | 100 | Automobiles Panhard et Levassor     | Pierre Hémard André Guerne                         | Panhard X85                           | Panhard 0.6L Flat-2  |        |
| 106  | S 1.5  | 105 | Poulain Fréres                      | Jean-Maurice Poulain Michel Poulain André Racchise | Fiat 1500                             |                      |        |
| 107  | S 750  | 101 | Patrick Gaillard                    |                                                    | Panhard X84                           | Panhard 0.6L Flat-2  |        |
| 108  | S 750  | 106 | Nardi et Co                         |                                                    | Nardi 4CV                             |                      |        |
| 109  | S 750  | 107 | Nardi et Co                         |                                                    | Nardi 4CV                             |                      |        |
| 110  | S 750  | 108 | Michel Aunaud                       | Michel Aunaud Georges Stevens                      | Renault 4CV 1063                      | Renault 0.7L I4      |        |
| 111  | S 1.6  | 111 | Roger Loyer                         | Roger Loyer                                        | Gordini T18C                          |                      |        |
| 112  | S 5.0  | 112 | Roberto Bonomi                      | Roberto Bonomi Roberto Mieres                      | Ferrari 340                           | Ferrari 4.1L V12     |        |
| 113  | S 750  | 114 | RNU Renault                         |                                                    | Renault 4CV 1063                      | Renault 0.7L I4      |        |
| 114  | S 750  | 115 | RNU Renault                         |                                                    | Renault 4CV 1063                      | Renault 0.7L I4      |        |
| 115  | S 2.0  | 116 | Emmanuel Baboin                     | Emmanuel Baboin                                    | Lancia Aurelia                        |                      |        |
| 116  | S 5.0  | 117 | Tom Cole                            |                                                    | Ferrari 340 America                   | Ferrari 4.1L V12     |        |
| 117  | S 1.5  |     | Allard Motor Company                |                                                    | Frazer-Nash Palm Beach                |                      |        |
| 118  | S 750  |     | Automobiles Panhard et Levassor     |                                                    | Panhard                               |                      |        |
| 119  | S 750  |     | Automobiles Panhard et Levassor     |                                                    | Panhard                               |                      |        |
| 120  | S 750  |     | Automobiles Panhard et Levassor     |                                                    | Panhard                               |                      |        |
| 121  | S 750  |     | Automobiles Panhard et Levassor     |                                                    | Panhard                               |                      |        |
| 122  | S 750  |     | Louis Pons                          |                                                    | DB HBR                                | Panhard 0.7L Flat-2  |        |
| 123  | S 750  |     | Fernand Pousse                      |                                                    | Panhard                               |                      |        |
| 124  | S 750  |     | Automobiles Deutsch et Bonnet       |                                                    | DB HBR                                | Panhard 0.7L Flat-2  |        |
| 125  | S 750  |     | Angelo Dagrada                      |                                                    | Dagrada                               |                      |        |
| 126  | S 4.0  |     | Automobiles Frazer Nash Ltd.        |                                                    | Frazer-Nash                           |                      |        |
| 127  | S 5.0  |     | Jim Kimberley                       | Jim Kimberley Paul O’Shea                          | Ferrari 340MM                         | Ferrari 4.1L V12     |        |
| 128  | S 750  |     | Jean-Louis Rosier                   | Jean-Louis Rosier Jean Estager                     | Renault 4CV 1063                      | Renault 0.7L I4      |        |
| 129  | S 3.0  | 27  | Aston Martin Ltd.                   | Pat Griffith                                       | Aston Martin DB3S                     | Aston Martin 2.9L I6 | A      |

### Biennale-Cup-Rudge-Withworth
| Pos. | Nr. | Fahrer                               | Chassis         | Koeffizient | Platzierung im Gesamtklassement |
| ---- | --- | ------------------------------------ | --------------- | ----------- | ------------------------------- |
| 1    | 61  | Pierre Chancel Robert Chancel        | Panhard X88     | 3.008,590   | Rang 21                         |
| 2    | 1   | Briggs Cunningham Bill Spear         | Cunningham C4-R | 3.906,600   | Rang 7                          |
| 3    | 53  | Jean-Louis Rosier Robert Schollemann | Renault 4CV     | 2.937,460   | Rang 23                         |

### Index of Performance
| Pos. | Nr. | Fahrer                               | Chassis                           | Koeffizient | Platzierung im Gesamtklassement |
| ---- | --- | ------------------------------------ | --------------------------------- | ----------- | ------------------------------- |
| 1    | 61  | Pierre Chancel Robert Chancel        | Panhard X88                       | 1.31900     | Rang 21                         |
| 2    | 57  | René Bonnet André Moynet             | DB HBR                            | 1.31700     | Rang 17                         |
| 3    | 18  | Tony Rolt Duncan Hamilton            | Jaguar C-Type                     | 1.30700     | Gesamtsieg                      |
| 4    | 35  | Maurice Trintignant Harry Schell     | Gordini T16S                      | 1.30100     | Rang 6                          |
| 5    | 17  | Stirling Moss Peter Walker           | Jaguar C-Type                     | 1.29200     | Rang 2                          |
| 6    | 58  | Marc Gignoux Marc Azéma              | DB HBR                            | 1.28300     | Rang 19                         |
| 7    | 19  | Peter Whitehead Ian Stewart          | Jaguar C-Type                     | 1.27900     | Rang 4                          |
| 8    | 2   | Phil Walters John Fitch              | Cunningham C5-R                   | 1.27100     | Rang 3                          |
| 9    | 15  | Paolo Marzotto Gianni Marzotto       | Ferrari 340MM Berlinetta          | 1.25100     | Rang 5                          |
| 10   | 15  | Jean Hémard Jean de Montrémy         | Panhard X85                       | 1.25000     | nicht klassiert                 |
| 11   | 1   | Briggs Cunningham Bill Spear         | Cunningham C4-R                   | 1.23300     | Rang 7                          |
| 12   | 50  | Charles Plantivaux Guy Lapchin       | Panhard X89                       | 1.21800     | Rang 20                         |
| 13   | 53  | Jean-Louis Rosier Robert Schollemann | Renault 4CV                       | 1.21100     | Rang 23                         |
| 14   | 7   | Pierre Levegh Charles Pozzi          | Talbot-Lago T26GS                 | 1.19300     | Rang 8                          |
| 15   | 20  | Roger Laurent Charles de Tornaco     | Jaguar C-Type                     | 1.18400     | Rang 9                          |
| 16=  | 45  | Richard von Frankenberg Paul Frère   | Porsche 550 Coupe                 | 1.17700     | Rang 15                         |
| 16=  | 44  | Helm Glöckler Hans Herrmann          | Porsche 550 Coupe                 | 1.17700     | Rang 16                         |
| 18   | 48  | Mario Damonte Pierre Louis-Dreyfus   | Osca MT-4 1100 Coupe              | 1.17200     | Rang 18                         |
| 19   | 51  | Raymond Stempert Georges Schwartz    | Panhard X89                       | 1.17000     | Rang 22                         |
| 20   | 39  | Ken Wharton Laurence Mitchell        | Frazer Nash Le Mans Touring Coupe | 1.15500     | Rang 13                         |
| 21   | 3   | Charles Moran John Gordon Bennett    | Cunningham C4-RK                  | 1.14500     | Rang 10                         |
| 22   | 34  | Johnny Lockett Maurice Gatsonides    | Austin-Healey 100                 | 1.13300     | Rang 12                         |
| 23   | 11  | Leslie Johnson Bert Hadley           | Nash-Healey Sport                 | 1.12900     | Rang 11                         |
| 24   | 33  | Marcel Becquart Gordon Wilkins       | Austin-Healey 100                 | 1.10770     | Rang 14                         |
| 25   | 56  | Just-Émile Vernet Jean Pairard       | VP 166R                           | 1.01770     | nicht klassiert                 |

### Klassensieger
| Klasse                                       | Fahrer                  | Fahrer               | Fahrzeug                          | Platzierung im Gesamtklassement |
| -------------------------------------------- | ----------------------- | -------------------- | --------------------------------- | ------------------------------- |
| Index of Performance – 7. Annual Cup des ACO | Pierre Chancel          | Robert Chancel       | Panhard X88                       | Rang 21                         |
| 19. Biennale Cup                             | Pierre Chancel          | Robert Chancel       | Panhard X88                       | Rang 21                         |
| 5001–8000 cm³                                | Phil Walters            | John Fitch           | Cunningham C5-R                   | Rang 3                          |
| 3001–5000 cm³                                | Tony Rolt               | Duncan Hamilton      | Jaguar C-Type                     | Gesamtsieg                      |
| 2001–3000 cm³                                | Maurice Trintignant     | Harry Schell         | Gordini T24S                      | Rang 6                          |
| 1501–2000 cm³                                | Ken Wharton             | Laurence Mitchell    | Frazer Nash Le Mans Touring Coupe | Rang 13                         |
| 1101–1500 cm³                                | Richard von Frankenberg | Paul Frère           | Porsche 550 Coupe                 | Rang 15                         |
| 751–1100 cm³                                 | Mario Damonte           | Pierre Louis-Dreyfus | Osca MT-4 1100 Coupe              | Rang 18                         |
| – 750 cm³                                    | René Bonnet             | André Moynet         | DB HBR                            | Rang 17                         |

### Renndaten
- Gemeldet: 129
- Gestartet: 60
- Gewertet: 23
- Rennklassen: 9
- Zuschauer: unbekannt
- Ehrenstarter des Rennens: Jean Masson, französischer Staatssekretär für Erziehung
- Wetter am Rennwochenende: warm und trocken
- Streckenlänge: 13,492 km
- Fahrzeit des Siegerteams: 24:00:00,000 Stunden
- Gesamtrunden des Siegerteams: 303
- Gesamtdistanz des Siegerteams: 4088,064 km
- Siegerschnitt: 170,336 km/h
- Pole-Position: unbekannt
- Schnellste Rennrunde: Alberto Ascari – Ferrari 340MM Berlinetta (#12) – 4:27,400 = 181,642 km/h
- Rennserie: 3. Lauf zur Sportwagen-Weltmeisterschaft 1953